# جزر سليمان البريطانية
محمية جزر سليمان البريطانية
تم إعلان جزر سليمان محمية بريطانية لأول مرة في عام 1893، عندما أعلن الكابتن جيبسون آر إن، ربان السفينة "إتش إم إس كوراكوا"، أن الجزر الجنوبية أصبحت تحت الحماية البريطانية. في وقت لاحق، تم ضمّ جزر أخرى لتوسيع نطاق المحمية، مما جعلها جزءًا من الحماية البريطانية حتى استقلال جزر سليمان في عام 1978.